# 30407 Pantano
30407 Pantano este un asteroid din centura principală de asteroizi.

## Descriere
30407 Pantano este un asteroid din centura principală de asteroizi. A fost descoperit pe 27 mai 2000 la Socorro, New Mexico, în cadrul proiectului LINEAR. Asteroidul prezintă o orbită caracterizată de o semiaxă mare de 2,31 ua, o excentricitate de 0,02 și o înclinație de 4,4° în raport cu ecliptica.